# Henri-Paul Fin
Henri-Paul Fin (teilweise auch nur Henri Fin, * 20. März 1950 in Wambrechies) ist ein ehemaliger französischer Radrennfahrer.

## Sportliche Laufbahn
Fin war Teilnehmer der Olympischen Sommerspiele 1972 in München. Im Mannschaftszeitfahren wurde er mit Guy Sibille, Claude Magni und Jean-Claude Meunier auf dem 18. Rang klassiert.
Fin war als Straßenradsportler Spezialist im Einzelzeitfahren. Als Amateur wurde er 1971 jeweils Dritter in den Zeitfahrwettbewerben Grand Prix de France und Grand Prix des Nations (Amateurausgabe). 1971 und 1972 gewann er das Rennen Chrono Madeleinois. 1972 wurde er Zweiter im Grand Prix de France hinter Phil Bayton.
Er war von 1972 bis 1976 Berufsfahrer, immer in französischen Radsportteams. In der Tour de France 1976 schied er aus.